# Alex Čejka
Alexander Čejka (Mariënbad, 2 december 1970) is een Duits golfprofessional. 
Čejka vluchtte op 9-jarige leeftijd met zijn vader vanuit Tsjecho-Slowakije naar Duitsland, waar ze in München gingen wonen. Hij verkreeg later Duitse nationaliteit.

## Golfcarrière

### Amateur
Op 16-jarige leeftijd eindigde hij op de vijfde plaats bij het Oostenrijks Amateur Kampioenschap. Twee jaar later besloot hij professional te worden.

### Professional
In 1988 ging Čejka eerst als amateur naar de Tourschool, en daarna als professional in '89, waarna hij in 1990 en 1991 op de Challenge Tour kon spelen. Hoewel hij zijn land ontvlucht is, gaat hij er regelmatig naar terug. In 1990 en 1992 won hij het Nationaal Open in Tsjechië.
Daarna speelde hij twaalf jaar lang op de Europese PGA Tour, waar hij in 1995 op de 8e plaats van de Order of Merit eindigde. Hij won dat jaar het Turespana Masters Open de Andalucia, het Hohe Brucke Open in Oostenrijk en de Volvo Masters op Valderrama.
Sinds 2002 speelde hij regelmatig op de Amerikaanse PGA Tour gespeeld en heeft daar ruim twintig top-10 plaatsen behaald.

### Gewonnen
Nationaal
- 1990: Czech Open
- 1992: Czech Open

Challenge Tour
- 1991: Audi Quattro Trophy
- 1993: Audi Open
- 1997: KB Golf Challenge
- 2002: Galeria Kaufhof Pokal Challenge

Europese Tour
- 1995: Turespaña Masters Open de Andalucia, Hohe Brücke Open, Volvo Masters
- 2002: Trophée Lancôme

Web.com Tour
- 2014: Pacific Rubiales Colombia Championship

PGA Tour
- 2015: Puerto Rico Open

### Teams
- Alfred Dunhill Cup (namens Duitsland): 1994, 1995, 1997, 1998
- World Cup (namens Duitsland): 1995, 1996, 1997, 1999, 2000, 2002, 2003, 2005, 2007, 2008, 2009
- Seve Trophy (namens continentaal Europa): 2000 (winnaars), 2002, 2003